# National Scenic Area

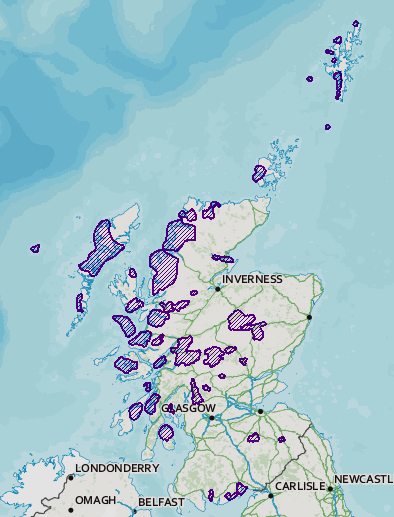
National Scenic Areas in Schotland

Een National Scenic Area (NSA) of Sgìre Bòidhchead Nàiseanta (SBN) (Schots-Gaelisch) is een van de 40 gebieden in Schotland die door de Schotse regering zijn erkend als streek met buitengewone natuurlijke schoonheid. Ze zijn het Schotse equivalent van wat in de rest van het Verenigd Koninkrijk (Engeland, Wales en Noord-Ierland) een National Landscape (tot 2023 Area of Outstanding Natural Beauty (AONB)) wordt genoemd.

## Afbeeldingen

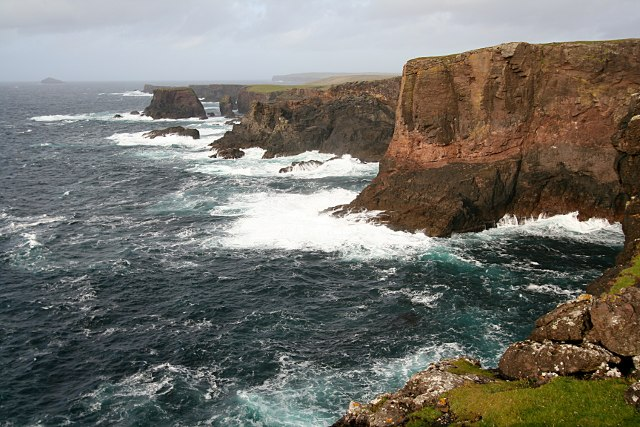
Esha Ness, Shetland
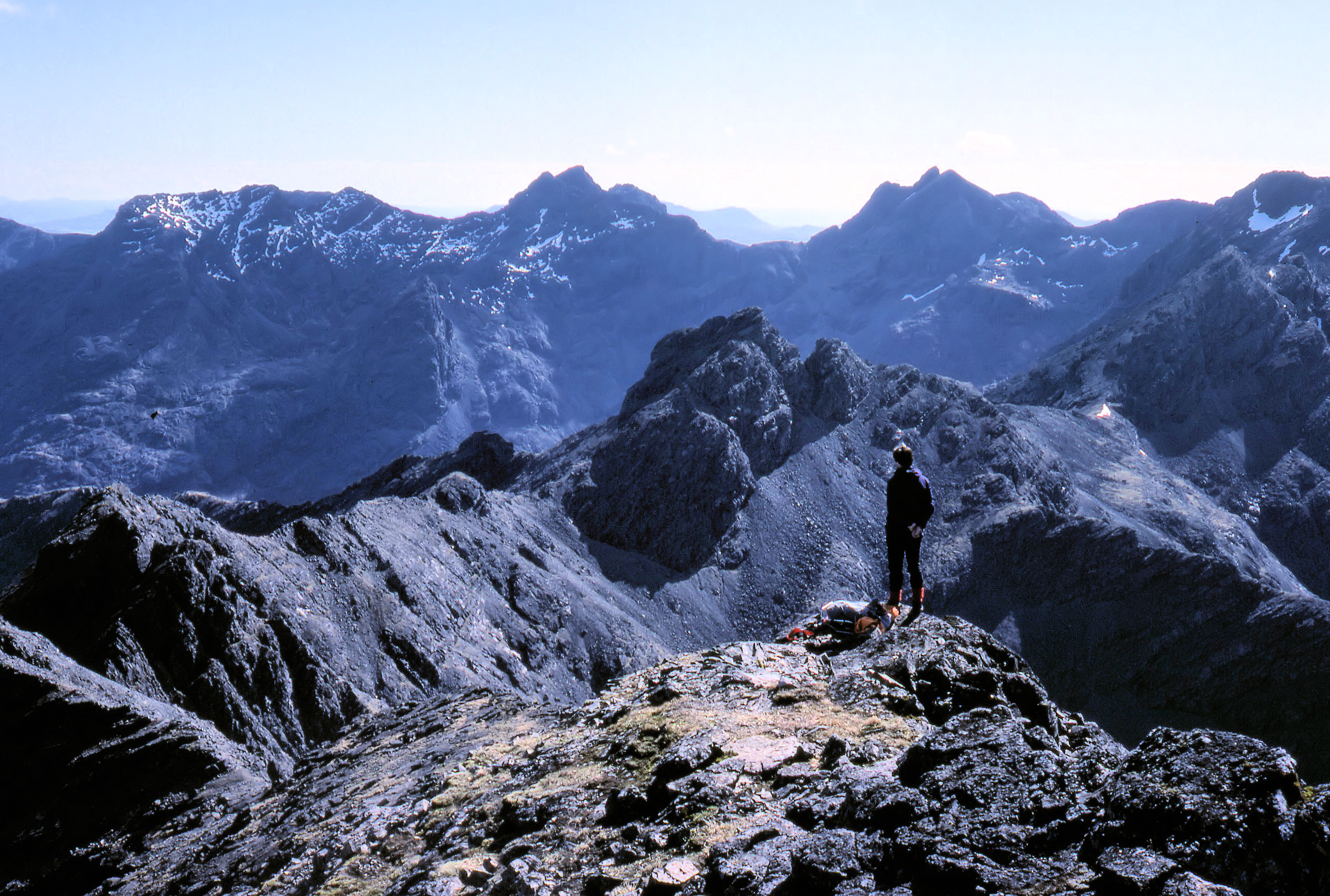
Cuillin Hills
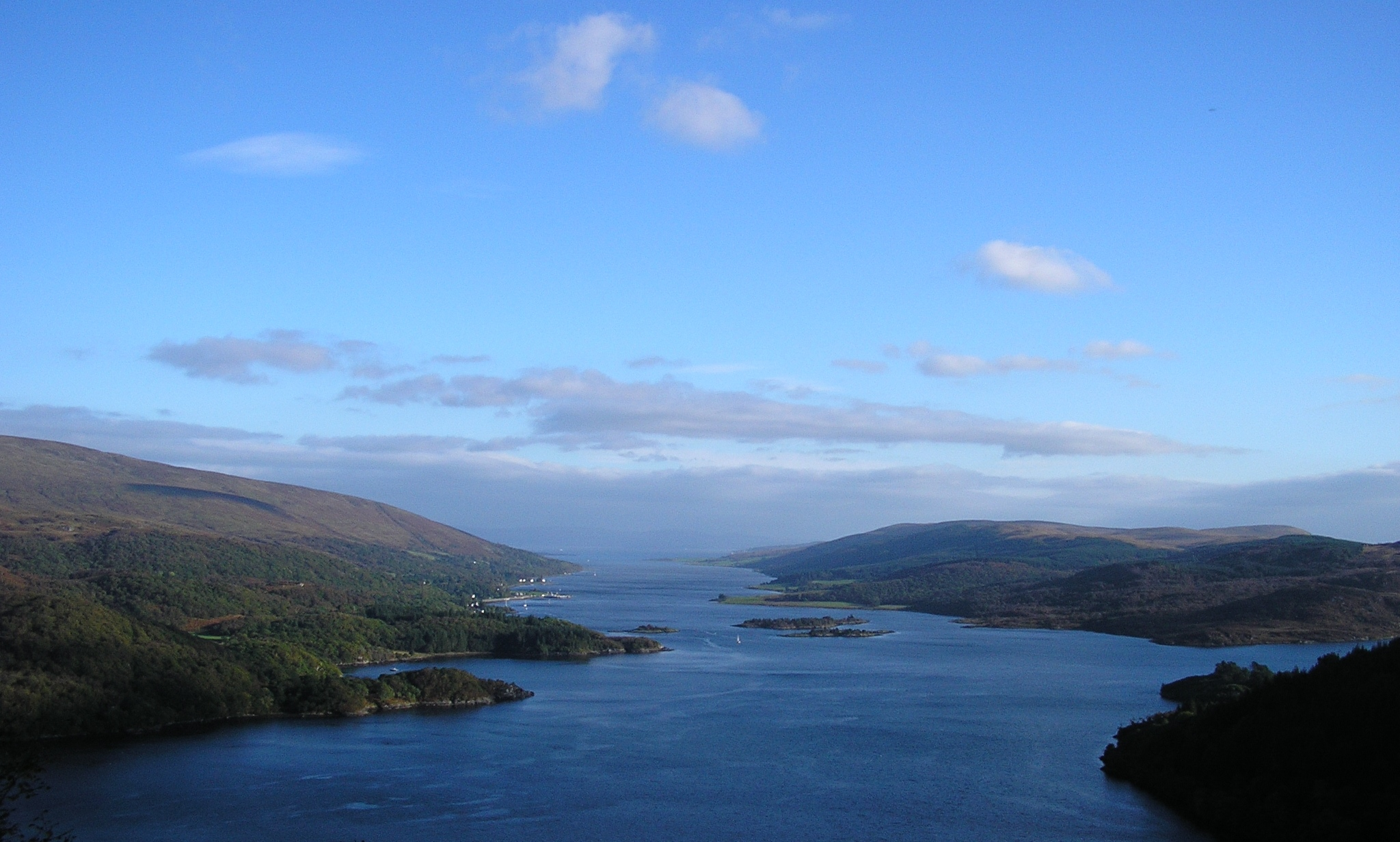
Kyles of Bute
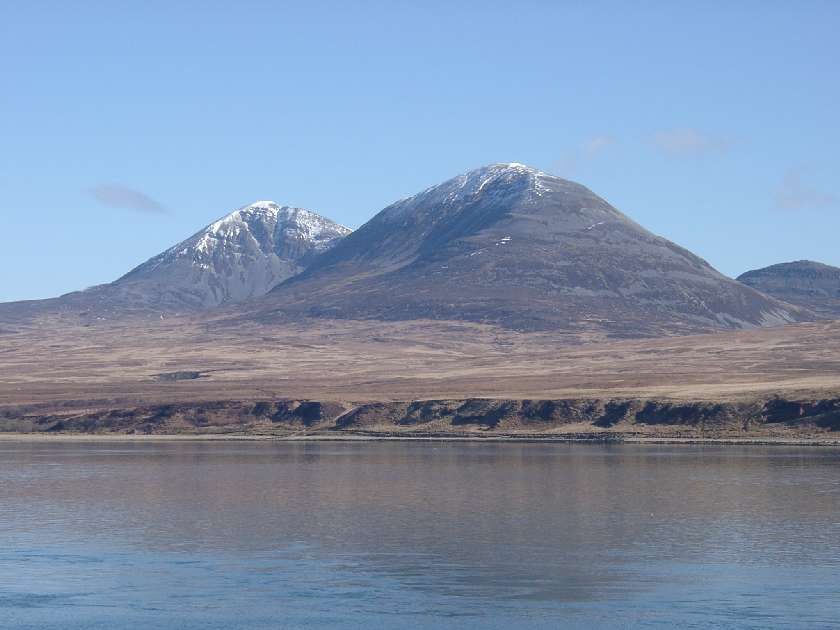
Paps of Jura
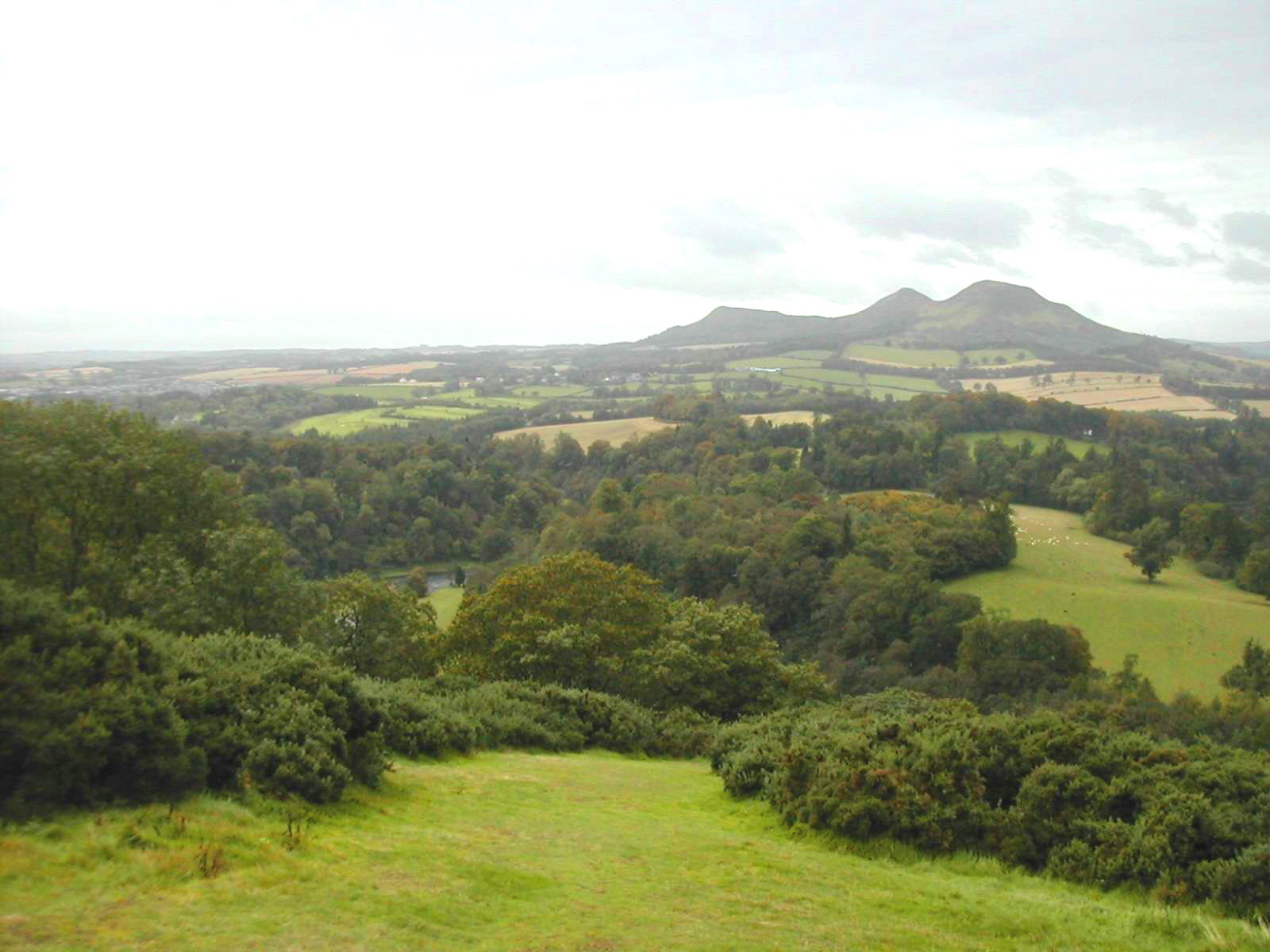
Zicht vanaf Scott’s View op de Eildon Hills
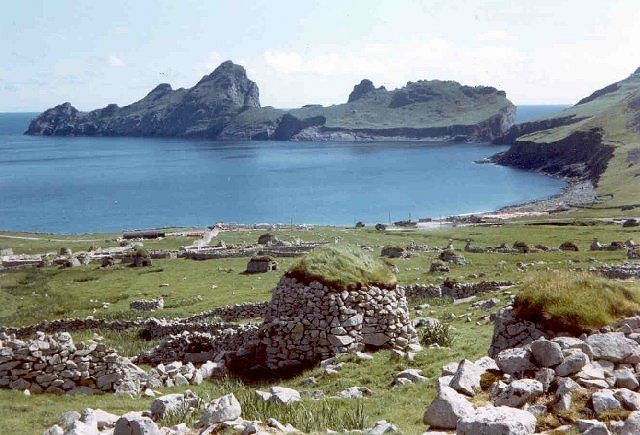
Village Bay, Hirta, St Kilda
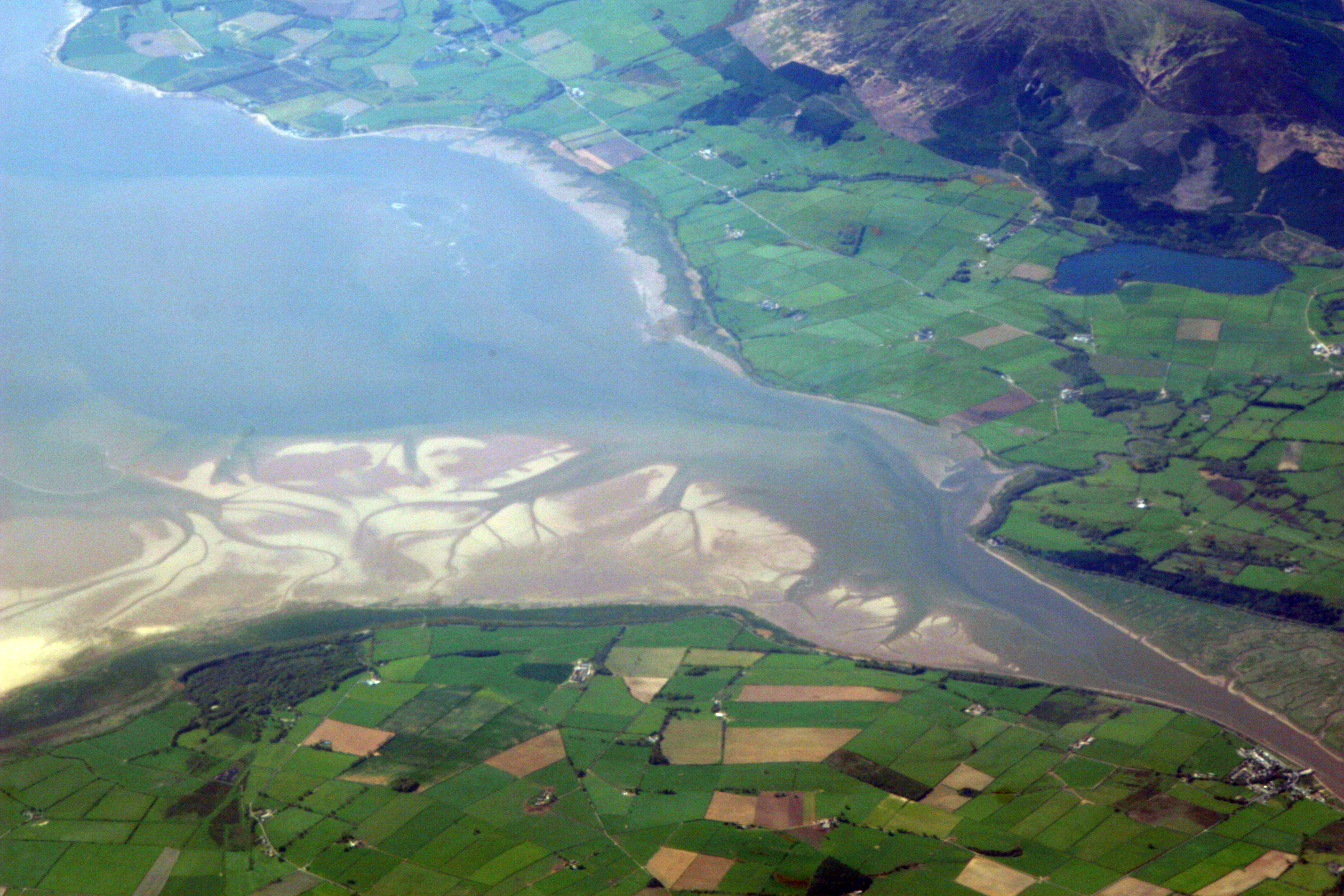
Estuarium van de Nith
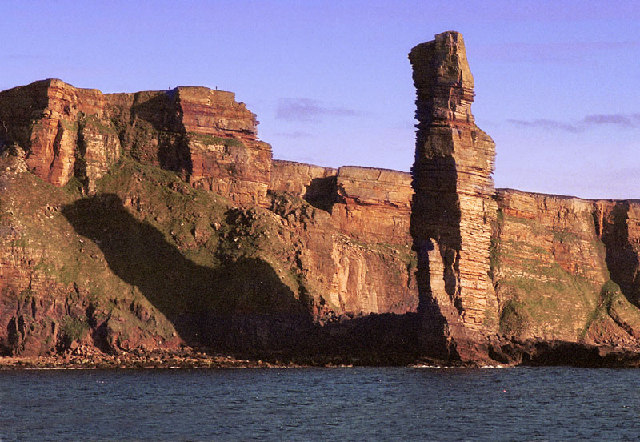
Old Man of Hoy, Orkney
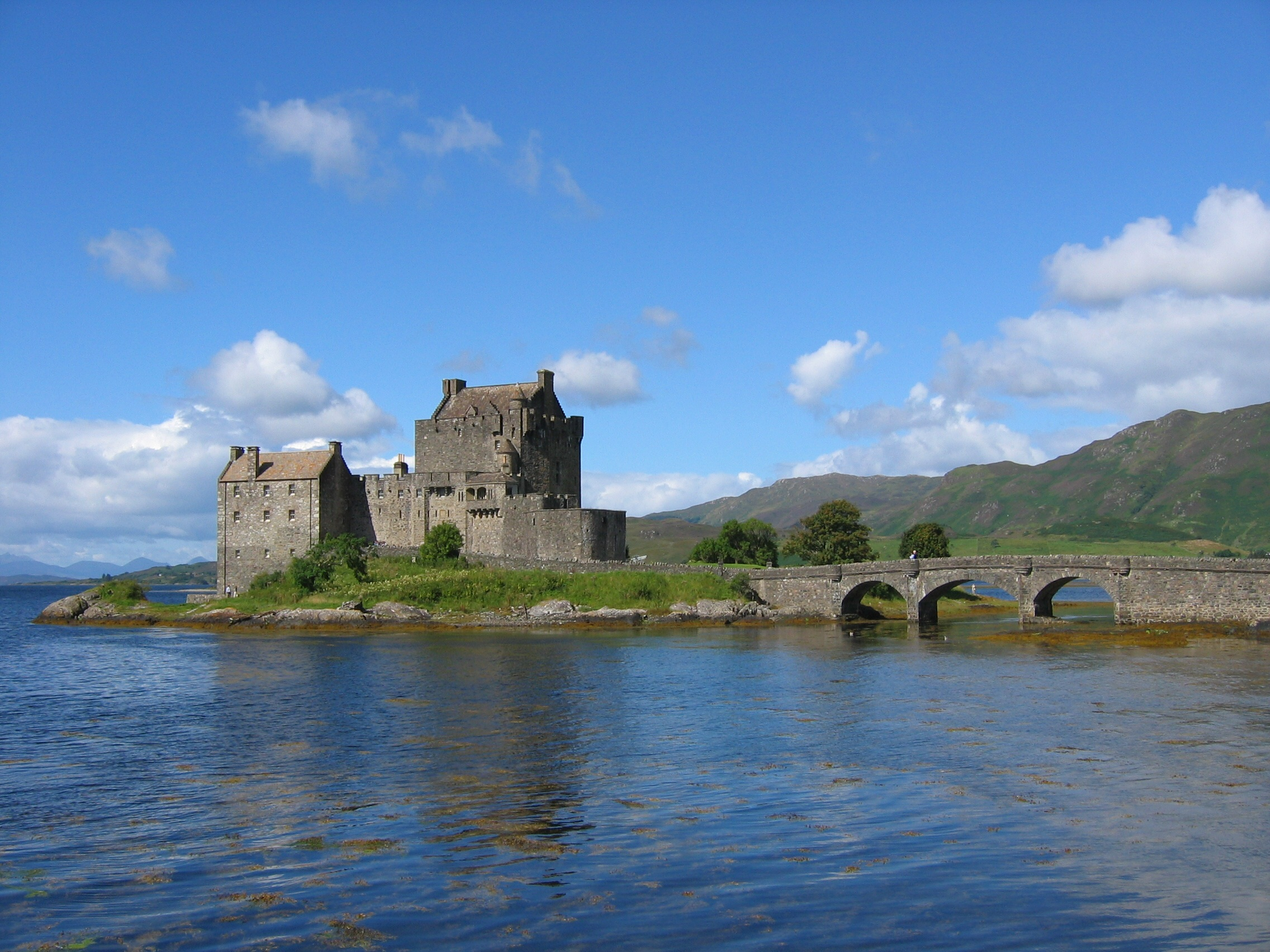
Eilean Donan Castle, Kintail
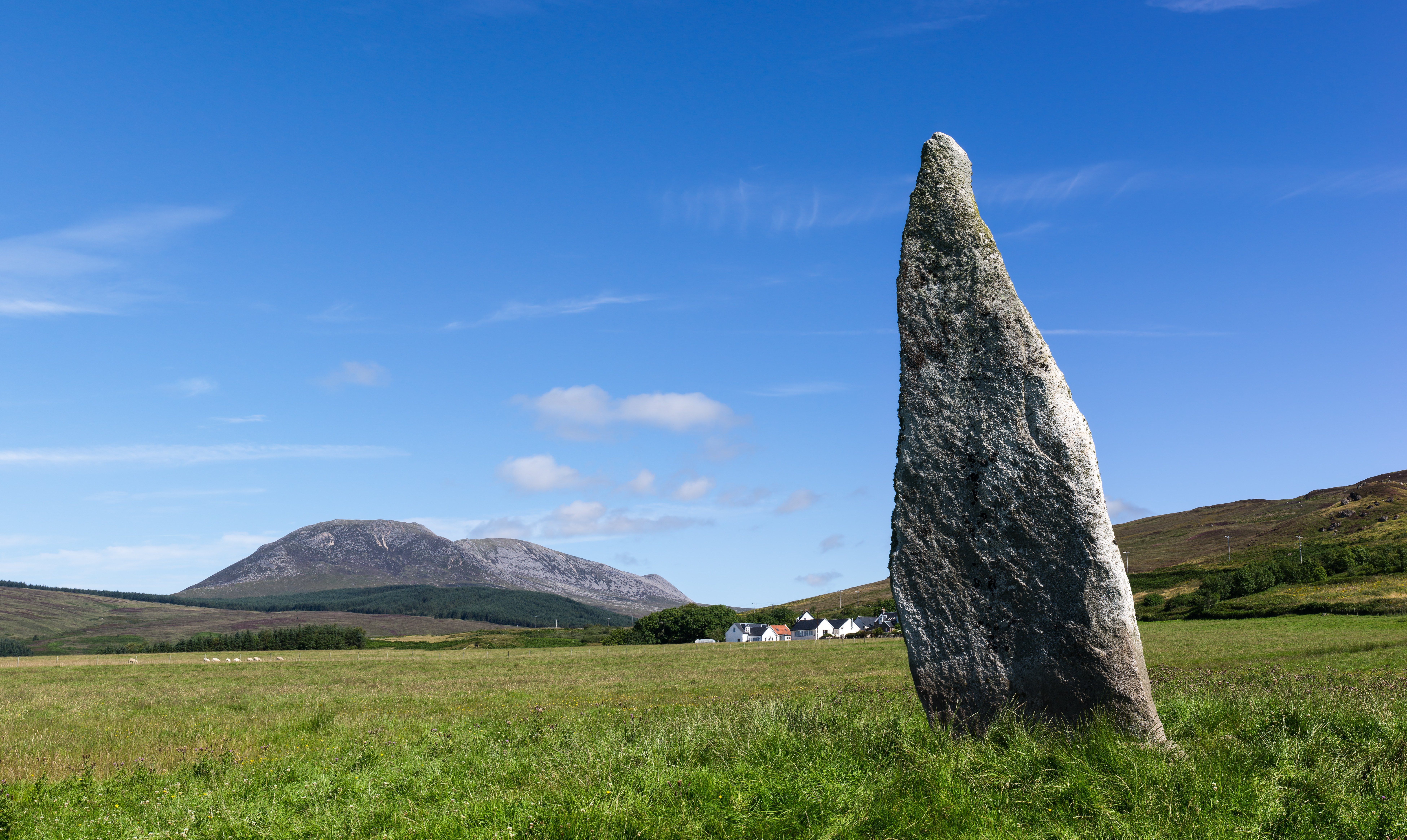
Auchencar, Isle of Arran
Loch na Keal